# Gran Premi d'Itàlia del 2010
El Gran Premi d'Itàlia de Fórmula 1 de la Temporada 2010 s'ha disputat al circuit de Monza el 12 de setembre del 2010.

## Qualificació
| Pos | No | Pilot              | Constructor          | Part 1   | Part 2   | Part 3   | Sortida |
| --- | -- | ------------------ | -------------------- | -------- | -------- | -------- | ------- |
| 1   | 8  | Fernando Alonso    | Ferrari              | 1:22.646 | 1:22.297 | 1:21.962 | 1       |
| 2   | 1  | Jenson Button      | McLaren-Mercedes     | 1:23.085 | 1:22.354 | 1:22.084 | 2       |
| 3   | 7  | Felipe Massa       | Ferrari              | 1:22.421 | 1:22.610 | 1:22.293 | 3       |
| 4   | 6  | Mark Webber        | Red Bull-Renault     | 1:23.431 | 1:22.706 | 1:22.433 | 4       |
| 5   | 2  | Lewis Hamilton     | McLaren-Mercedes     | 1:22.830 | 1:22.394 | 1:22.623 | 5       |
| 6   | 5  | Sebastian Vettel   | Red Bull-Renault     | 1:23.235 | 1:22.701 | 1:22.675 | 6       |
| 7   | 4  | Nico Rosberg       | Mercedes             | 1:23.529 | 1:23.055 | 1:23.027 | 7       |
| 8   | 10 | Nico Hülkenberg    | Williams-Cosworth    | 1:23.516 | 1:22.989 | 1:23.037 | 8       |
| 9   | 11 | Robert Kubica      | Renault              | 1:23.234 | 1:22.880 | 1:23.039 | 9       |
| 10  | 9  | Rubens Barrichello | Williams-Cosworth    | 1:23.695 | 1:23.142 | 1:23.328 | 10      |
| 11  | 14 | Adrian Sutil       | Force India-Mercedes | 1:23.493 | 1:23.199 |          | 11      |
| 12  | 3  | Michael Schumacher | Mercedes             | 1:23.840 | 1:23.388 |          | 12      |
| 13  | 23 | Kamui Kobayashi    | BMW Sauber-Ferrari   | 1:24.273 | 1:23.659 |          | 13      |
| 14  | 16 | Sébastien Buemi    | Toro Rosso-Ferrari   | 1:23.744 | 1:23.681 |          | 14      |
| 15  | 12 | Vitali Petrov      | Renault              | 1:24.086 | 1:23.819 |          | 201     |
| 16  | 17 | Jaime Alguersuari  | Toro Rosso-Ferrari   | 1:24.083 | 1:23.919 |          | 15      |
| 17  | 22 | Pedro de la Rosa   | BMW Sauber-Ferrari   | 1:24.442 | 1:24.044 |          | 16      |
| 18  | 18 | Jarno Trulli       | Lotus-Cosworth       | 1:25.540 |          |          | 17      |
| 19  | 19 | Heikki Kovalainen  | Lotus-Cosworth       | 1:25.742 |          |          | 18      |
| 20  | 15 | Vitantonio Liuzzi  | Force India-Mercedes | 1:25.774 |          |          | 19      |
| 21  | 24 | Timo Glock         | Virgin-Cosworth      | 1:25.934 |          |          | 242     |
| 22  | 25 | Lucas di Grassi    | Virgin-Cosworth      | 1:25.974 |          |          | 21      |
| 23  | 21 | Bruno Senna        | HRT-Cosworth         | 1:26.847 |          |          | 22      |
| 24  | 20 | Sakon Yamamoto     | HRT-Cosworth         | 1:27.020 |          |          | 23      |

Notes:
1. ^  Vitali Petrov ha estat penalitzat amb 5 llocs a la sortida per destorbar Timo Glock a la primera part de la qualificació[1]
2. ^  Timo Glock ha estat penalitzat amb 5 llocs a la sortida per canviar la caixa de canvi[2]

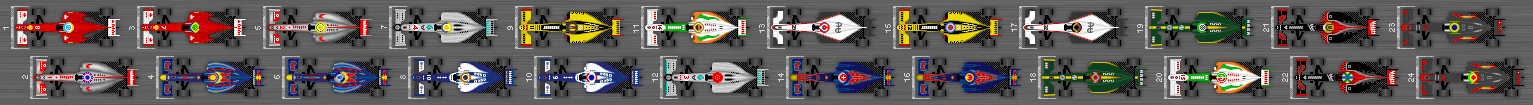
Posicions després de la qualificació

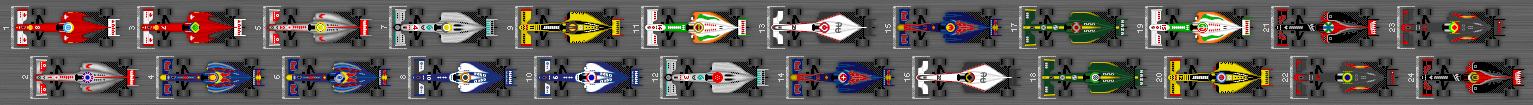
Posicions de la sortida després de les penalitzacions

## Resultats de la cursa
| Pos. | Nº | Pilot              | Equip                | Voltes | Temps/Retirada   | Graella | Punts |
| ---- | -- | ------------------ | -------------------- | ------ | ---------------- | ------- | ----- |
| 1    | 8  | Fernando Alonso    | Ferrari              | 53     | 1h 16' 24. 572   | 1       | 25    |
| 2    | 1  | Jenson Button      | McLaren-Mercedes     | 53     | + 2.938 s        | 2       | 18    |
| 3    | 7  | Felipe Massa       | Ferrari              | 53     | + 4.223 s        | 3       | 15    |
| 4    | 5  | Sebastian Vettel   | Red Bull-Renault     | 53     | + 28.196 s       | 6       | 12    |
| 5    | 4  | Nico Rosberg       | Mercedes             | 53     | + 29.942 s       | 7       | 10    |
| 6    | 6  | Mark Webber        | Red Bull-Renault     | 53     | + 31.276 s       | 4       | 8     |
| 7    | 10 | Nico Hülkenberg    | Williams-Cosworth    | 53     | + 32.812 s       | 8       | 6     |
| 8    | 11 | Robert Kubica      | Renault              | 53     | + 34.028 s       | 9       | 4     |
| 9    | 3  | Michael Schumacher | Mercedes             | 53     | + 44.948 s       | 12      | 2     |
| 10   | 9  | Rubens Barrichello | Williams-Cosworth    | 53     | + 1' 04.213 min. | 10      | 1     |
| 11   | 16 | Sébastien Buemi    | Toro Rosso-Ferrari   | 53     | +1' 05.056 min.  | 14      |       |
| 12   | 15 | Vitantonio Liuzzi  | Force India-Mercedes | 53     | +1' 06.106 min.  | 19      |       |
| 13   | 12 | Vitali Petrov      | Renault              | 53     | +1' 18.919 min.  | 20      |       |
| 14   | 22 | Pedro de la Rosa   | BMW Sauber-Ferrari   | 52     | + 1 Volta        | 16      |       |
| 15   | 17 | Jaime Alguersuari  | Toro Rosso-Ferrari   | 52     | + 1 Volta        | 15      |       |
| 16   | 14 | Adrian Sutil       | Force India-Mercedes | 52     | + 1 Volta        | 11      |       |
| 17   | 24 | Timo Glock         | Virgin-Cosworth      | 51     | + 2 Voltes       | 24      |       |
| 18   | 19 | Heikki Kovalainen  | Lotus-Cosworth       | 51     | + 2 Voltes       | 18      |       |
| 19   | 20 | Sakon Yamamoto     | HRT-Cosworth         | 51     | + 2 Voltes       | 23      |       |
| 20   | 25 | Lucas di Grassi    | Virgin-Cosworth      | 50     | + 3 Voltes       | 21      |       |
| Ret  | 18 | Jarno Trulli       | Lotus-Cosworth       | 46     | Caixa canvi      | 17      |       |
| Ret  | 21 | Bruno Senna        | HRT-Cosworth         | 11     | Hidràulics       | 22      |       |
| Ret  | 2  | Lewis Hamilton     | McLaren-Mercedes     | 0      | Col·lisió        | 5       |       |
| Ret  | 23 | Kamui Kobayashi    | BMW Sauber-Ferrari   | 0      | Caixa canvi      | 133     |       |

- ^  Kamui Kobayashi va sortir del Pit Lane.

## Altres
- Pole: Fernando Alonso 1' 21. 962

- Volta ràpida: Fernando Alonso 1' 24. 139 (a la volta 52)